# Заставецька Ольга Володимирівна
Заставе́цька О́льга Володи́мирівна (*27 квітня 1953, с. Купчинці Тернопільського району Тернопільської області — 10 вересня 2017, Тернопіль) — український вчений-географ, педагог. Доктор географічних наук (1998), професор (2000). Член ВУСК (2002). Була членом Українського географічного товариства, дійсним членом НТШ (2003).

## Життєпис
Закінчила Львівський університет (1975).
Працювала вчителькою географії у Купчинецькій СШ (1975—1977).
Від 1982 — асистент, старший викладач, доцент; від 2000 працювала завідувачем кафедри географії України і туризму Тернопільського педагогічного інституту.

## Наукова діяльність
Займалася проблемами географії, комплексного економічного та соціального розвитку Західного регіону України, питаннями географічного краєзнавства і методики викладання географії.
Автор понад 100 наукових праць, у тому числі монографії «Тернопільська область: Географічні основи комплексного економічного і соціального розвитку» (Т., 1994; Л., 1997), «Географія населення України» (2001; співавт.), навчальних посібників, серед яких «Географія Тернопільської області» (1994, 1996, 1998, 2000, 2003; співавт.), «Рідний край. Тернопільщина» (2000), «Довідник школяра» (2000; усі — Т.), атласів, карт.
Була головним редактором всеукраїнського часопису «Історія української географії», членом редколегії ТЕС, наукових періодичних видань «Наукові записки ТНПУ: Географія», «Регіональні аспекти розміщення продуктивних сил України».
Була членом редакційної колегії 3-томного енциклопедичного видання «Тернопільщина. Історія міст і сіл».